# 建设乡 (友谊县)
建设乡，是中华人民共和国黑龙江省双鸭山市友谊县下辖的一个乡镇级行政单位。

## 行政区划
建设乡下辖以下地区：
建设村、新发村、新华村、中心村、富民村、富源村和福前村。